# André Shikayi Luboya Bankina
 André Shikayi Luboya Bankina  est un  homme politique congolais. Il est Vice Ministre de budget au sein du gouvernement Muzito III  sous la présidence de Joseph Kabila.